# Aero Commander 680
Aero Commander 680 är ett högvingat monoplan i metallkonstruktion. Planets marschhastighet är 380 kilometer per timme.